# Rima Archytas
Rima Archytas – rów  na powierzchni Księżyca o długości około 90 km. Znajduje się na obszarze Mare Nubium, na współrzędnych selenograficznych ☾ 53,0°N 3,0°E/53,000000 3,000000. Nazwa tego kanału została nadana w 1964 roku przez Międzynarodową Unię Astronomiczną i pochodzi od pobliskiego krateru uderzeniowego Archytas.